# ماسک میمون
ماسک میمون (به انگلیسی: The Monkey's Mask) فیلمی محصول سال ۲۰۰۰ و به کارگردانی سامانتا لانگ است. در این فیلم بازیگرانی همچون سوزی پورتر، کلی مک‌گیلس، ابی کورنیش، مارتون چوکاش، برندن کاول، بوجانا نوواکوویچ، جان نوبل، کریس هیوود و دبورا میلمن ایفای نقش کرده‌اند.